# Megacerops
Megacerops es un género extinto de mamíferos placentarios, brontotéridos que vivieron en Norteamérica y Asia. Este género incluye al Menodus, Brontotherium, Brontops, Menops, Ateleodon y Oreinotherium, que antes se incluían erróneamente en géneros distintos. Todas las especies tenían un par de contundentes cuernos (el tamaño varía entre las especies), los machos tenían los cuernos más grandes que las hembras, un ejemplo de dimorfismo sexual. Medían 2,5 m de altura.
El Museo Canadiense de la Naturaleza, en Ottawa (Canadá), expone un modelo a tamaño natural de una familia de Megacerops (un macho, una hembra y un juvenil). Megacerops es el principal representante de la familia Brontotheriidae.